# Митчелл, Байрон
Байрон Митчелл (англ. Byron Mitchell; 31 октября 1973, Орландо (Флорида), США) — американский боксёр-профессионал, выступавший во 2-й средней, полутяжелой и 1-й тяжелой весовых категориях. Чемпион мира во 2-й средней весовой категории (версия WBA).

## Про карьера
Митчелл стал профессионалом в 1996 году под патронажем Дона Кинга и выиграл титул WBA во 2-м среднем весе в 1999 году после того, как нанес поражение левше Фрэнку Лайлсу (32-1) нокаутом в 11-м раунде. Позже в том же году, он защитил титул в бою с Бруно Жираром, но в следующем году проиграл ему матч-реванш. Вернул чемпионский пояс в 2001 году, победив Мэнни Сиака, позже защитил его в матче-реванше с Сиака и победил Хулио Сесар Грина прежде, чем уступить раздельным решением в объединительном бою Свену Оттке в Германии в 2003 году.
Затем в том же году он проиграл чемпиону WBO Джо Кальзаге нокаутом во втором раунде. Он стал первым человеком, кто послал в нокдаун знаменитого валлийца, но после пропустил 26 безответных ударов и бой был остановлен. После чего более 4-х лет Митчелл не боксировал и вернулся на ринг только в 2007 году. На февраль 2010  у Митчелла было ещё три победы и два поражения. Его последний чемпионский бой в полутяжелом весе по версии WBA закончился поражением от Бейбута Шуменова, который в свою очередь позже провёл 2 боя с поражением и победой спорными решениями с испанцем Габриэлем Кампильо.
Была победа над крепким Дэвидом Телеско (30-7-0).

### 28 июня2003Джо Кальзаге —Байрон Митчелл
- Место проведения:  Интернэшнл Арена, Кардифф, Уэльс, Великобритания
- Результат: Победа Кальзаге техническим нокаутом в 2-м раунде в 12-раундовом бою
- Статус:  Чемпионский бой за титул WBO во 2-м среднем весе (13-я защита Кальзаге)
- Рефери: Дэйв Пэррис
- Вес: Кальзаге 75,70 кг; Митчелл 76,20 кг
- Трансляция: Showtime

В июне 2003 года Байрон Митчелл вышел на ринг против Джо Кальзаге. Во 2-м раунде Митчелл левым крюком попал в челюсть Кальзаге. Кальзаге впервые в карьере оказался в нокдауне. Он сразу же встал. Митчелл бросился добивать валлийца. Кальзаге в контратаке левым крюком в челюсть послал его в нокдаун. Митчелл поднялся. Теперь уже Кальзаге бросился его добивать. Валлиец провел несколько успешных ударов, после которых Митчелл зашатался и повалился на канаты. Рефери остановил бой.

### 09 мая 2009 года:Бейбут Шуменов —Байрон Митчелл
- Место проведения:  Казахстан
- Результат: Победа Шуменова техническим нокаутом в 4-м раунде в 12-раундовом бою
- Статус: Чемпионский бой за титул IBA в полутяжёлом весе
- Рефери: Стив Смугер
- Время: 2:58
- Вес: Шуменов 78,60 кг; Митчелл 85,20 кг

В мае 2009 года в Казахстане Бейбут Шуменов победил Байрона Митчелла (27-5-1, 20 КО) техническим нокаутом в четвёртом раунде. В конце раунда секунданты американца выбросили на ринг белое полотенце, отказавшись от продолжения боя.
На кону в этом бою стояли вакантный титул чемпиона мира IBA в полутяжёлом весе и принадлежащие Шуменову титулы WBO Asia Pacific, WBC Asian Boxing Council и PABA.

### 6  декабря 2010 года:Байрон Митчелл -Луис Гарсия
- Место проведения:  Ирландия , Лимерик
- Результат: Победа Гарсии техническим нокаутом во втором раунде в 12-раундовом бою
- Статус: Первая защита Гарсии
- Рефери: Стив Смугер
- Время: 1:02
- Вес: Гарсия 73,22 кг; Митчелл 85,20 кг

В декабре 2010 года в Ирландии Луис Гарсия победил Байрона Митчела. Кубинец обрушил на соперника град ударов - американец не отвечал, рефери вмешался и остановил бой. Гарсия победил техническим нокаутом.

### 2011—2012
Митчелл проиграл непобеждённому венгру Жолту Эрдею техническим нокаутом в шестом раунде.
В марте 2012 года проиграл нокаутом польскому боксёру Анджею Фонфара. В том же году закончил свою профессиональную карьеру.